# Gymnastes (Gymnastes) violaceus nilgiricus
Gymnastes (Gymnastes) violaceus nilgiricus is een ondersoort van de tweevleugelige Gymnastes (Gymnastes) violaceus uit de familie steltmuggen (Limoniidae). De ondersoort komt voor in het Oriëntaals gebied.